# Rappresentazione monomiale
In matematica, una rappresentazione lineare del gruppo G è una rappresentazione monomiale ed è presente l'indice del sottogruppo H e la rappresentazione linerare di H, rendendo la rappresentazione analoga alla rappresentazione indotta
{\displaystyle \mathrm {Ind} _{G}^{H}\sigma }.
Alternativamente, qualcuno potrebbe definire tale definizione come rappresentazione dell'immagine presente nella matrice monomiale.
Per esempio G e H sono gruppi finiti, quindi la rappresentazione indotta evince un senso classico. La rappresentazione monomiale è solo un minimo più complicata della rappresentazione permutale di G sulla classe laterale di H. È necessario solamente mantenere traccia degli scalari provenienti dagli elemenenti applicati di H.